# Сімейний лікар
Сімейний лікар (в Україні — лікар загальної практики — сімейної медицини) — лікар, який отримав спеціалізовану багатопрофільну підготовку з надання первинної медико-санітарної допомоги членам родини будь-якого віку та статі.
Поняття «лікар загальної практики — сімейної медицини» склалось у ряді європейських країн.

## В Україні
Тривалий процес впровадження сімейної медицини в Україні почався з експерименту у Львівській області 1987 року, коли у Дрогобичі відкрили першу амбулаторію загальної практики — сімейної медицини. А з 1995 року розпочато підготовку сімейних лікарів за програмою, затвердженою Міністерством охорони здоров'я України.
Посаду сімейного лікаря може обіймати лікар, який пройшов підготовку в інтернатурі за спеціальністю «Загальна практика — сімейна медицина», або лікарі за спеціальностями «Лікувальна справа» і «Педіатрія», що пройшли підготовку у вищих медичних закладах післядипломної освіти за спеціалізацією із сімейної медицини і отримали сертифікат за спеціальністю «Загальна практика — сімейна медицина».
Діяльність такого лікаря визначається уповноваженим органом виконавчої влади в сфері охорони здоров'я.
З 1 квітня 2018 року вступає в дію частина медичної реформи, яка регулює працю сімейних лікарів. З 1 квітня терапевти, педіатри та сімейні лікарі прийматимуть пацієнтів тільки після підписання декларації — угоди з лікарем на надання певних медичних послуг. Вибір лікаря не повинен бути пов'язаним із місцем реєстрації громадянина.
З 14 листопада 2020 року у зв’язку з великим навантаженням на сімейних лікарів і великою кількістю звернень до поліклінік і амбулаторій вирішено працювати у вихідні та святкові дні.

## Моделі роботи сімейного лікаря
- Індивідуальна чи групова практика в існуючій амбулаторії чи поліклініці
- Індивідуальна практика в самостійній установі сімейної медицини
- Групова практика в самостійній установі
- Об'єднання декількох групових практик в центрах здоров'я

## Критерії WONCA
Всесвітня організація сімейних лікарів (WONCA) ставить 6 основних вимог до сімейного лікаря:
1. Надання первинної медичної допомоги
  - вміння проводити первинне обстеження пацієнта;
  - координація діяльності вузьких фахівців, залучених до допомоги пацієнту;
2. Особлива увага до інтересів пацієнта
  - здатність приділяти увагу до інтересів пацієнта;
  - вміння встановлення продуктивних відносин з пацієнтом і використання цих навичок при роботі з хворим;
  - забезпечення безперервності надання меддопомоги тривалий час.
3. Вміння вирішувати певні проблеми пацієнта
  - прийняття рішення на основі знань про захворюваність та поширеність даної патології серед даної групи населення;
  - лікування хвороб на ранніх стадіях та негайне надання допомоги за нагальної необхідності.
4. Комплексний підхід
  - одночасне лікування як гострих, так і хронічних станів пацієнта;
  - організація для пацієнта необхідних оздоровчих і лікувальних заходів.
5. Соціальна спрямованість
  - узгодження потреб окремих пацієнтів з потребами всієї групи, що обслуговується та ресурсами, що наявні.
6. Цілісне уявлення про захворювання
  - вміння застосовувати біопсихосоціальну модель з урахуванням культурних та екзистенціальних аспектів життя людей.